# Halophila johnstonae
Halophila johnstonae är en mossdjursart som beskrevs av Gray 1843. Halophila johnstonae ingår i släktet Halophila och familjen Bugulidae. Inga underarter finns listade i Catalogue of Life.